# داريا ديركاتش
داريا ديركاتش (بالأوكرانية: Дар'я Деркач؛ ولدت في 27 مارس 1993) هي لاعبة قفز طويل وثلاثي إيطالية من مواليد أوكرانيا. تنافست في الألعاب الأولمبية الصيفية 2020 والألعاب الأولمبية الصيفية 2024 في حدث القفز الثلاثي.
أفضل نتائجها في القفز الثلاثي هي 13.56 مترًا، وهي رابع أفضل قفزة أوروبية تحت 23 عامًا في عام 2011، وتحقيقها قفزة فدرها 6.55 مترًا في القفز الطويل، وهي ثاني أفضل قفزة أوروبية تحت 23 عامًا في عام 2011. شاركت أربع مرات في البطولات الأوروبية (اثنتان في الهواء الطلق واثنتان في الأماكن المغلقة)، ودورة ألعاب أولمبية واحدة وبطولة عالمية واحدة، وفي ست من هذه المناسبات السبع دون أن تتمكن من اجتياز الجولة التأهيلية للنهائي.

## نشأتها
ولدت في أوكرانيا ولكنها أصبحت مواطنة إيطالية منذ 27 مايو 2013. تعيش في مدينة باجاني، في مقاطعة ساليرنو، في إيطاليا مع والديها منذ عام 2002. والدها سيرهي ديركاتش مدربها وهو لاعب العشاري سابق، وكانت والدتها أوكسانا ديركاش لاعبة قفزة ثلاثية سابقة.

## روابط خارجية
- داريا ديركاتش في موقع أوليمبيديا